# Виндхук
Виндхук (енгл. Windhoek) је главни град Намибије. Са 240.000 становника један је од најважнијих трговинских центара Комас регије и главни је центар за прераду овчијих кожа.

## Географија

### Клима
Виндхук се налази у полупустињском климатском подручју са врло врућим летњим данима и хладним ноћима. Виндхук има преко 300 сунчаних дана годишње. Просечна годишња температура је 19,47 °C, што је веома топло за место на тој надморској висини. То је већином због утицаја топлих ваздушних струја и планина на југу, које штите град од хладних јужних ветрова. У зимским месецима (јуни, јули и август) падавине су врло ретке. Температура ретко пада испод 0 °C, а снег скоро никада не пада. Због врло ретких падавина (годишње око 360 mm) врло су честа наводњавања површина. Суше су врло честе, а циклус сухих и влажних година ротира се сваких десетак година. Због своје локације у близини пустиње Калахари, град добија 3.605 сунчаних сати. Падавине обилују током летње сезоне, а минималне су током зимске сезоне. Просечна годишња преципитација је 367,4 mm (14,46 in), са најнижом вредношћу од 106,7 mm (4,20 in) током 2018/19 кишне сезоне, и 97 mm (3,8 in) у 1929/30 сезони.
| Клима Виндхука (1728 ), Намибија                     | Клима Виндхука (1728 ), Намибија | Клима Виндхука (1728 ), Намибија | Клима Виндхука (1728 ), Намибија | Клима Виндхука (1728 ), Намибија | Клима Виндхука (1728 ), Намибија | Клима Виндхука (1728 ), Намибија | Клима Виндхука (1728 ), Намибија | Клима Виндхука (1728 ), Намибија | Клима Виндхука (1728 ), Намибија | Клима Виндхука (1728 ), Намибија | Клима Виндхука (1728 ), Намибија | Клима Виндхука (1728 ), Намибија | Клима Виндхука (1728 ), Намибија |
| Показатељ \ Месец                                    | .Јан.                            | .Феб.                            | .Мар.                            | .Апр.                            | .Мај.                            | .Јун.                            | .Јул.                            | .Авг.                            | .Сеп.                            | .Окт.                            | .Нов.                            | .Дец.                            | .Год.                            |
| ---------------------------------------------------- | -------------------------------- | -------------------------------- | -------------------------------- | -------------------------------- | -------------------------------- | -------------------------------- | -------------------------------- | -------------------------------- | -------------------------------- | -------------------------------- | -------------------------------- | -------------------------------- | -------------------------------- |
| Апсолутни максимум, °C (°F)                          | 36,0 (96,8)                      | 35,8 (96,4)                      | 34,9 (94,8)                      | 31,3 (88,3)                      | 31,8 (89,2)                      | 26,1 (79)                        | 25,7 (78,3)                      | 30,0 (86)                        | 33,2 (91,8)                      | 35,0 (95)                        | 36,5 (97,7)                      | 36,6 (97,9)                      | 36,6 (97,9)                      |
| Максимум, °C (°F)                                    | 30,0 (86)                        | 28,6 (83,5)                      | 27,2 (81)                        | 25,6 (78,1)                      | 22,7 (72,9)                      | 20,2 (68,4)                      | 20,5 (68,9)                      | 23,4 (74,1)                      | 26,5 (79,7)                      | 29,1 (84,4)                      | 29,6 (85,3)                      | 30,7 (87,3)                      | 26,2 (79,2)                      |
| Просек, °C (°F)                                      | 23,3 (73,9)                      | 22,1 (71,8)                      | 21,0 (69,8)                      | 18,9 (66)                        | 15,8 (60,4)                      | 13,2 (55,8)                      | 13,1 (55,6)                      | 15,8 (60,4)                      | 19,3 (66,7)                      | 21,7 (71,1)                      | 22,5 (72,5)                      | 23,5 (74,3)                      | 19,2 (66,6)                      |
| Минимум, °C (°F)                                     | 17,2 (63)                        | 16,5 (61,7)                      | 15,4 (59,7)                      | 12,8 (55)                        | 9,2 (48,6)                       | 6,7 (44,1)                       | 6,3 (43,3)                       | 8,6 (47,5)                       | 11,9 (53,4)                      | 14,6 (58,3)                      | 15,6 (60,1)                      | 16,9 (62,4)                      | 12,6 (54,7)                      |
| Апсолутни минимум, °C (°F)                           | 7,5 (45,5)                       | 6,8 (44,2)                       | 3,7 (38,7)                       | 2,4 (36,3)                       | −1,6 (29,1)                      | −2,8 (27)                        | −2,6 (27,3)                      | −3,9 (25)                        | −1,1 (30)                        | 1,6 (34,9)                       | 0,4 (32,7)                       | 3,3 (37,9)                       | −3,9 (25)                        |
| Количина падавина, mm (in)                           | 78,1 (3,075)                     | 80,3 (3,161)                     | 78,7 (3,098)                     | 37,7 (1,484)                     | 6,6 (0,26)                       | 1,2 (0,047)                      | 0,7 (0,028)                      | 0,9 (0,035)                      | 2,8 (0,11)                       | 11,8 (0,465)                     | 26,9 (1,059)                     | 41,7 (1,642)                     | 367,4 (14,464)                   |
| Дани са падавинама (≥ 0.1 mm)                        | 11,1                             | 10,7                             | 10,5                             | 5,5                              | 1,9                              | 0,7                              | 0,5                              | 0,3                              | 0,9                              | 2,8                              | 5,3                              | 7,5                              | 57,7                             |
| Релативна влажност, %                                | 42                               | 56                               | 51                               | 44                               | 37                               | 32                               | 27                               | 19                               | 17                               | 22                               | 30                               | 34                               | 34,3                             |
| Сунчани сати — месечни просек                        | 288                              | 254                              | 282                              | 273                              | 310                              | 309                              | 326                              | 341                              | 321                              | 319                              | 297                              | 285                              | 3.605                            |
| Извор #1: Deutscher Wetterdienst                     |                                  |                                  |                                  |                                  |                                  |                                  |                                  |                                  |                                  |                                  |                                  |                                  |                                  |
| Извор #2: Danish Meteorological Institute (sun only) |                                  |                                  |                                  |                                  |                                  |                                  |                                  |                                  |                                  |                                  |                                  |                                  |                                  |

## Историја
Виндхук је у прошлости био центар Нама поглавице, који су победили народ Херереу 19. веку. Немачка је окупирала регион 1885. године и Виндхук је 1892. године постао главни град колоније Немачке југозападне Африке. За време Првог светског рата Виндхук је предат војсци Јужноафричке Уније и постао је британски доминион. До стицања независности Намибије 1990. године, град је био главни град Југозападне Африке под суверенитетом Јужноафричке Републике.
Немачки утицај се и данас осећа, а намибијско пиво и кобасице су најбољи у Африци.

## Уметност и култура
Виндхук је и главни уметнички град Намибије. Град има неколико галерија и уметничких продавница, док су занатлије смештене на плочнику у отвореној пијаци.

## Становништво
Виндхук има око 240.000 грађана и представља мешавину етничких група у Намибији. Етничке групе укључују: овамбо, хереро, дамара, нама, каванго, капривиан, Бушмани, цва као и Немци, Африканери и остале етничке групе.
Херери потичу из источне Африке и они су се пре доласка у Намибију населили у Замбији и јужној Анголи. Народ Хереро је други по броју становника и има их око 100.000.
Овамбо је највећа етничка група у Намибији. Они потичу са севера Намибије. Баве се пољопривредом и сточарством. По обичају жене народа Овамбо се баве кућном производњом, а обично је у питању грнчарство, производња корпа и кројарство.
Дамарци су најстарија етничка група у Намибији. Њих има око 90.000 у држави. Они су обично фармери и рудари. Они првобитно потичу са северозапада Намибије.
Намаса има око 90.000 и највише насељавају Хардап провинцију. По светлијем тену они имају више сличности са бушманима али ипак они говоре језиком који користе даманци.
Белаца има у Намибији око 75.000 и европског су порекла. Више од половине њих говоре африканерским али има и оних који говоре немачки и мање португалски. Већина белаца живи у јужном и централном делу земље.

## Партнерски градови
Виндхук је партнерски град са:
- Берлин[8]
- Шангај
- Ричмонд
- Сан Антонио[9]
- Кингстон[10]
- Вецлар
- Тросинген
- Бремен
- Дуала
- Хараре
- Габороне
- Хавана
- Ванта
- Бразавил

## Галерија
- Маркица за Немачку југозападну Африку са поштанским жигом Виндхука